# Rezerwat przyrody Skalisty Jar Libberta
Rezerwat przyrody „Skalisty Jar Libberta” – rezerwat przyrody nieożywionej o powierzchni 33,21 ha, utworzony 27 czerwca 1995, w województwie zachodniopomorskim, w powiecie myśliborskim, w gminie Barlinek, 0,5 km na wschód od Równa. Rezerwat położony w dolinie Płoni, na północno-zachodnim skraju Barlinecko-Gorzowskiego Parku Krajobrazowego.
Ochronie ścisłej podlega 9,80 ha, a ochronie czynnej 22,51 ha.

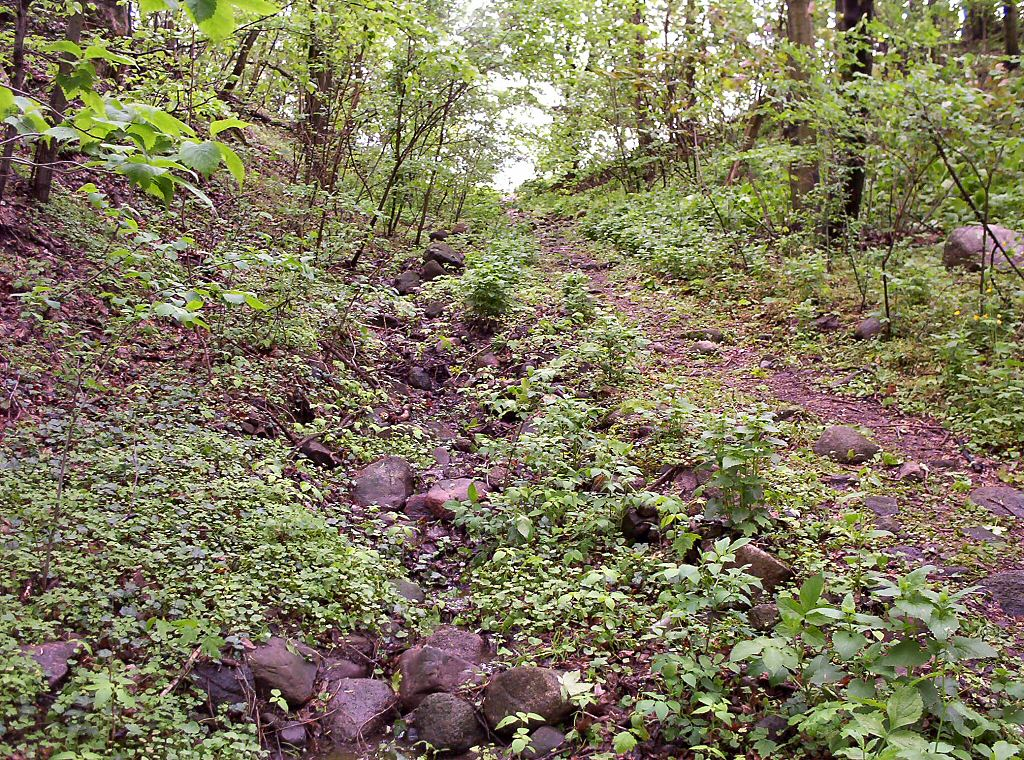
Rezerwat „Skalisty Jar Libberta”

Rezerwat dawniej znany jako Wąwóz Trzech Skałek, leży na terenie wzniesień morenowych wypiętrzonych do wysokości 115 m n.p.m. i poprzecinanych licznymi jarami oraz wąwozami. W jednym z takich jarów zachowało się jedyne na Pomorzu Zachodnim stanowisko czwartorzędowych form skalnych, utworzonych w pierwotnym miejscu z piaskowców i zlepieńców spojonych węglanem wapnia, dochodzących do 2,5 m wysokości i 4 m długości o masie około 7,5 tony oraz z licznymi głazami narzutowymi. Ponad 700-metrowy jar porośnięty jest drzewostanem bukowo-dębowym z bogatą warstwą runa leśnego (liczne gatunki roślin naczyniowych oraz mchów i porostów).
Celem ochrony jest zachowanie unikalnego skalistego wąwozu z fragmentami zespołów leśnych grądu subatlantyckiego (Stellario-Carpinetum), łęgu wiązowo-jesionowego (Ficario-Ulmetum) oraz żyznej buczyny pomorskiej (Galio odorati-fagetum) z cennymi gatunkami roślin naczyniowych, np.: obrazki plamiste (Arum maculatum), przylaszczka pospolita (Hepatica nobilis), konwalia majowa (Convallaria majalis), kokorycz pełna (Corydalis solida), mlecz błotny (Sonchus palustris), czerniec gronkowy (Actaea spicata), zachyłka oszczepowata (Phegopteris connectilis), wyka leśna (Vicia sylvatica), fiołek przedziwny (Viola mirabilis), bluszcz pospolity (Hedera helix), kalina koralowa (Viburnum opulus), klon polny (Acer campestre), marzanka wonna (Galium odoratum), z mchów chronione dzióbkowiec Zetterstedta (Eurhynchium angustirete), fałdownik szeleszczący (Rhytidiadelphus triqetrus), brodawkowiec czysty (Pseudoscleropodium purum) oraz obcego, bardzo rzadkiego w Polsce tarczyca wyniosła (Scutellaria altissima), a z grzybów i porostów smardz jadalny (Morchella esculenta), płucnica zielonawa (Cetraria chlorophylla). Zaś ze świata zwierząt ropucha szara (Bufo bufo), rzekotka drzewna (Hyla arborea), jaszczurka zwinka (Lacerta agilis), padalec zwyczajny (Anguis fragilis) oraz gniazdujące dzięcioł czarny (Dryocopus martius) i muchołówka mała (Ficedula parva).
Nadzór: Nadleśnictwo Choszczno.
W pobliżu rezerwatu prowadzi znakowany niebieski szlak turystyczny do Barlinka oraz czerwony Szlak Rowerowy Barlinecki do Przelewic.

Libbert – niemiecki botanik z Lipian, w 1933 dokonał naukowych badań i opisu wąwozu.
- skałka - animacja obrotowa

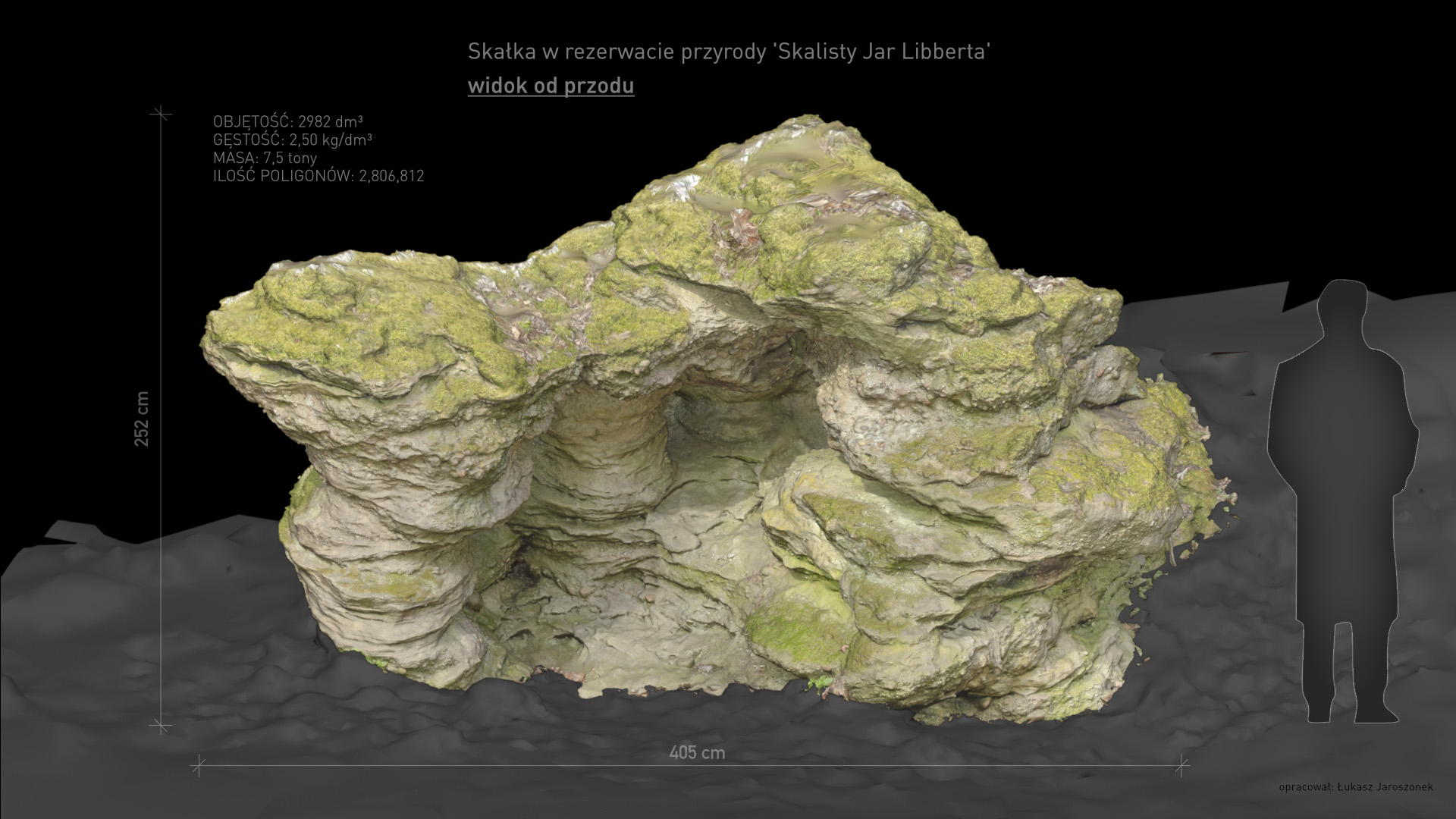
skałka - widok z przodu
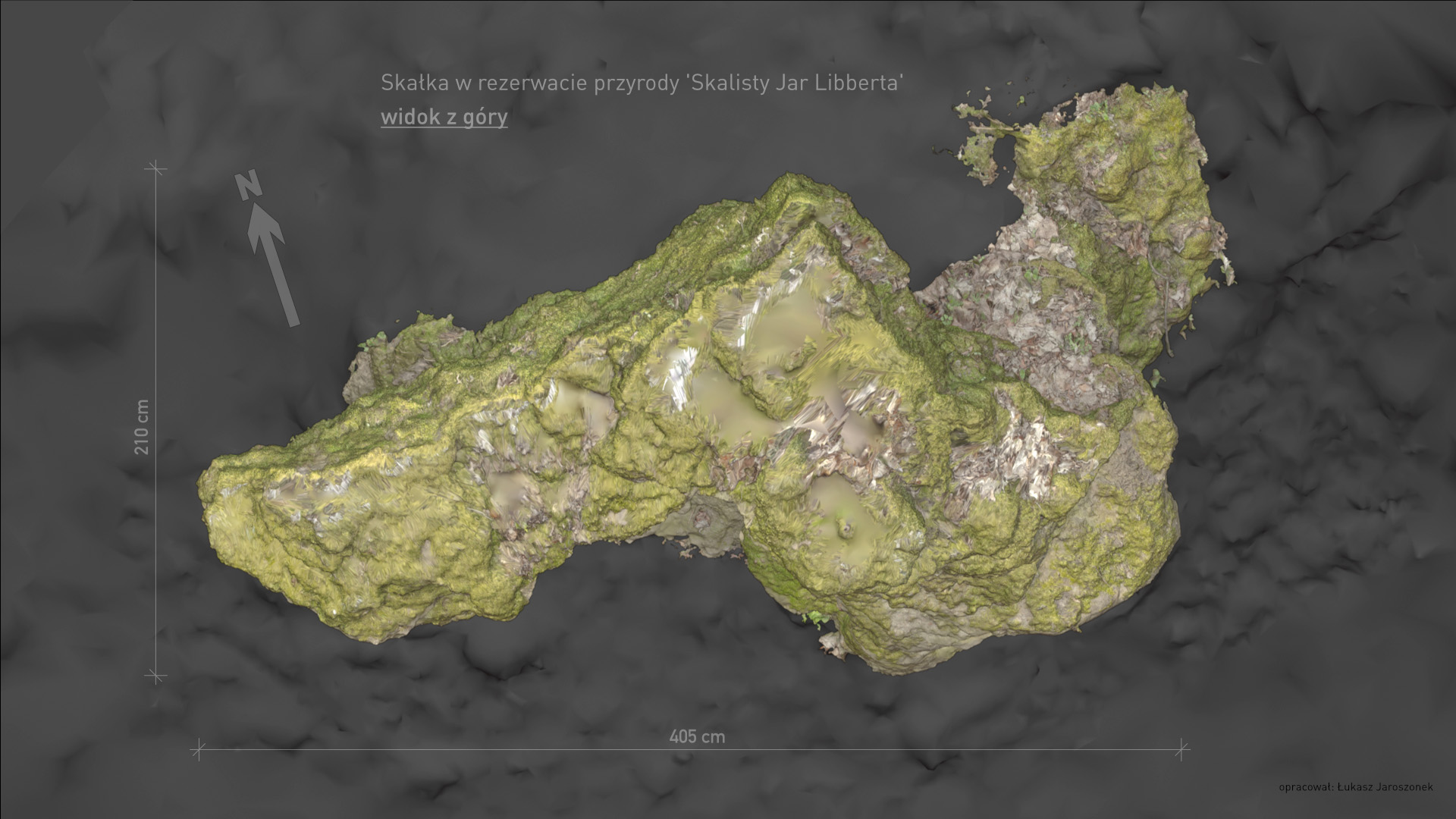
skałka - widok z góry
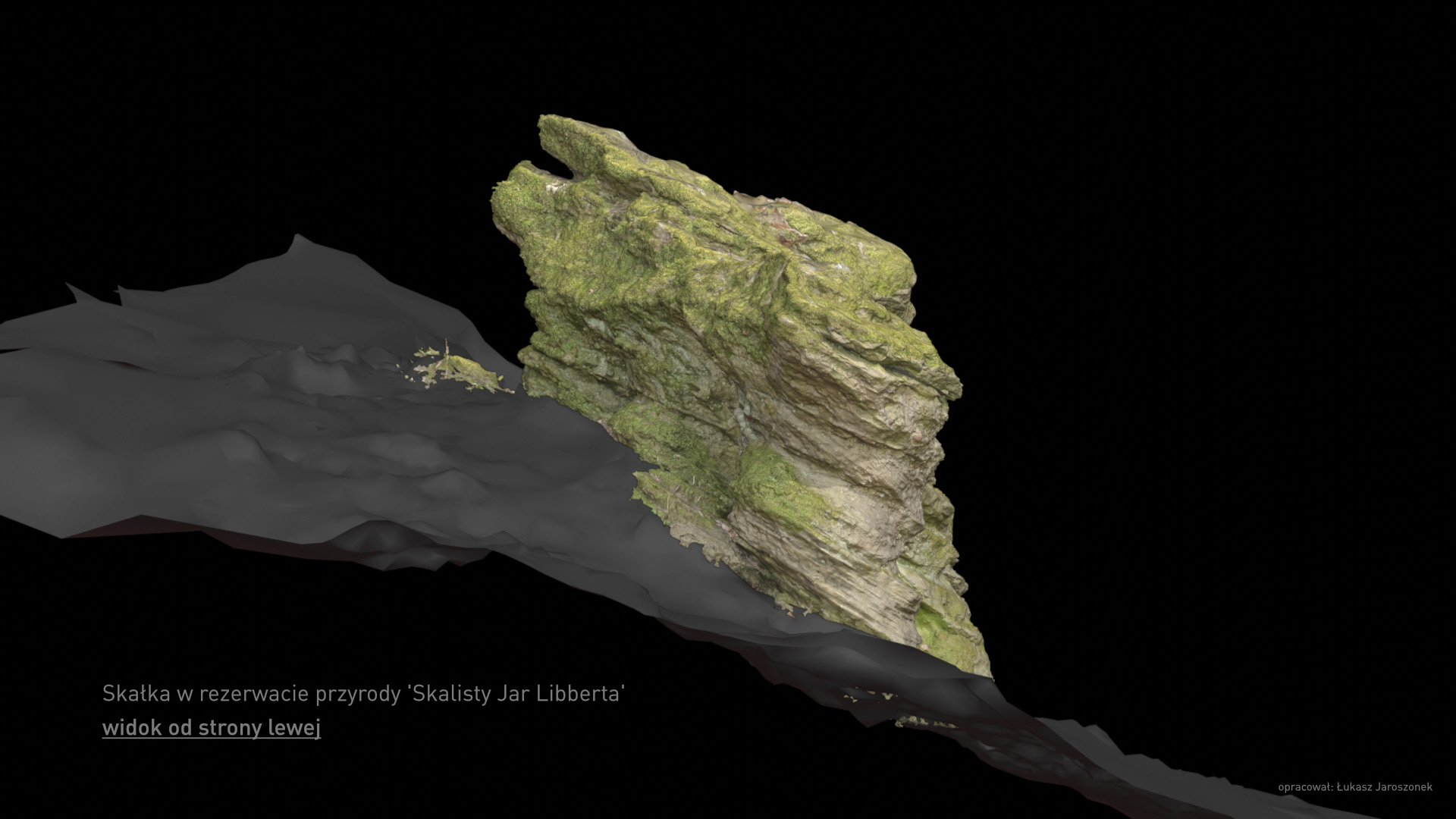
skałka - widok z lewej
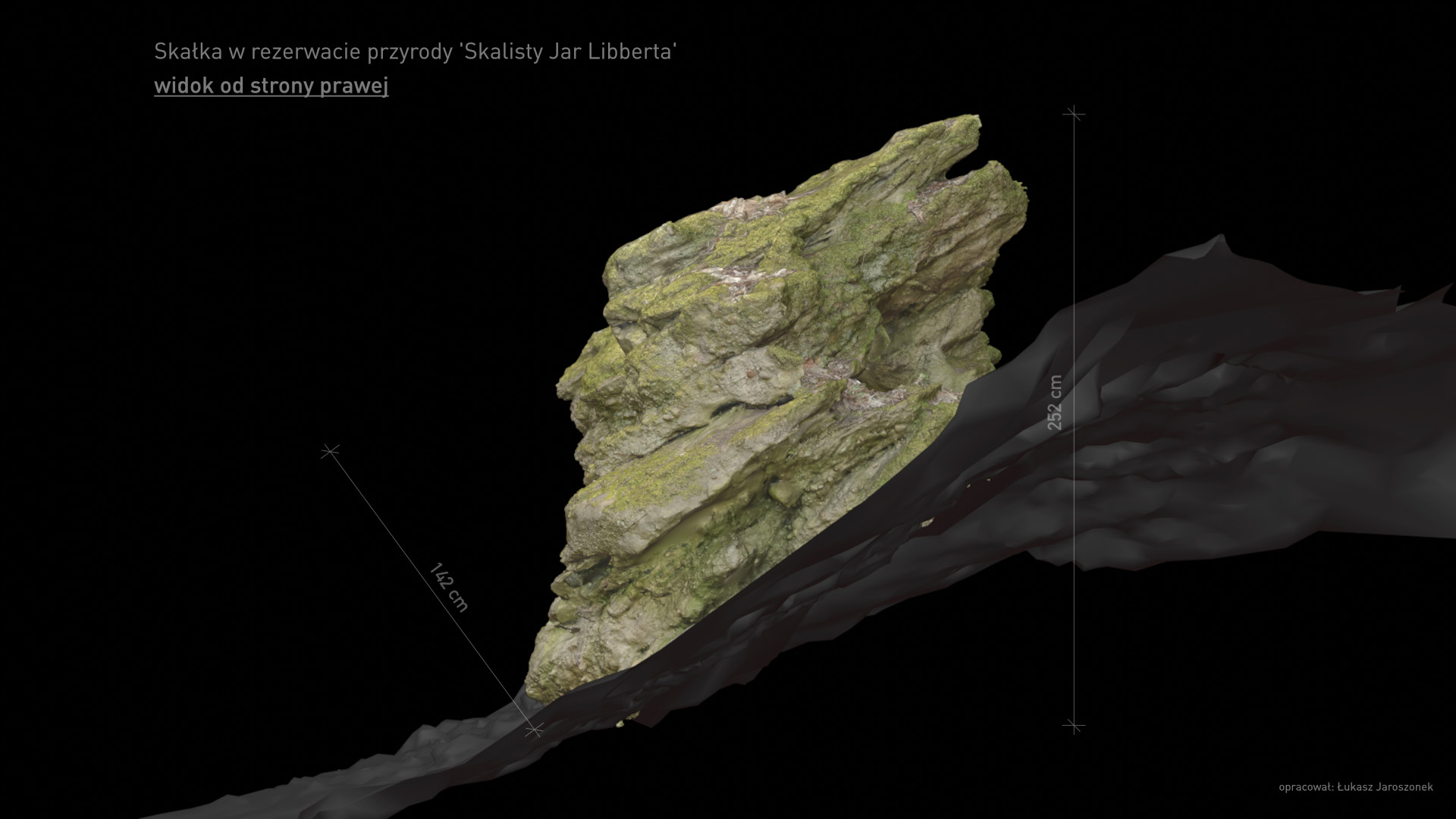
skałka - widok z prawej
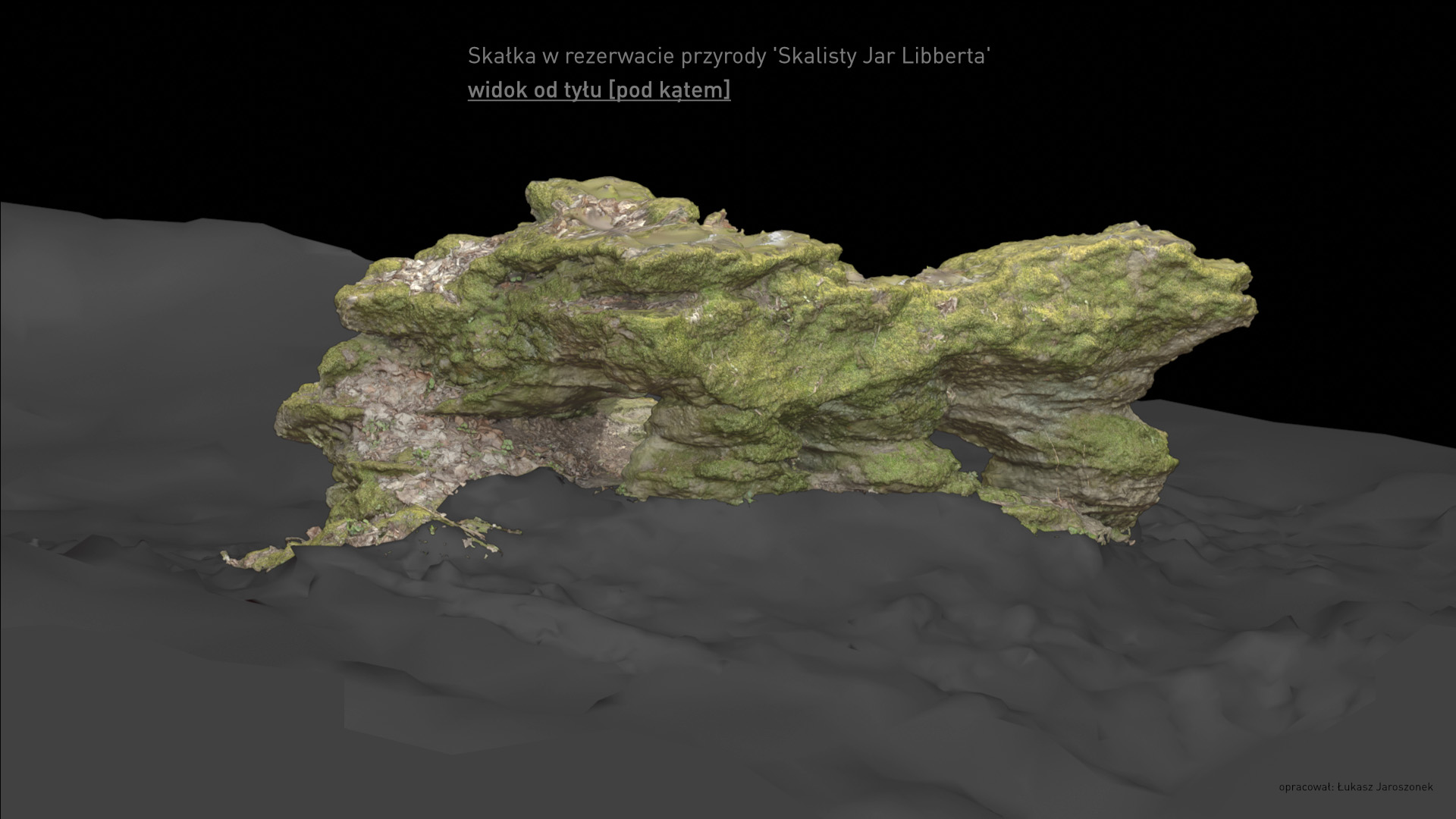
skałka - widok z tyłu
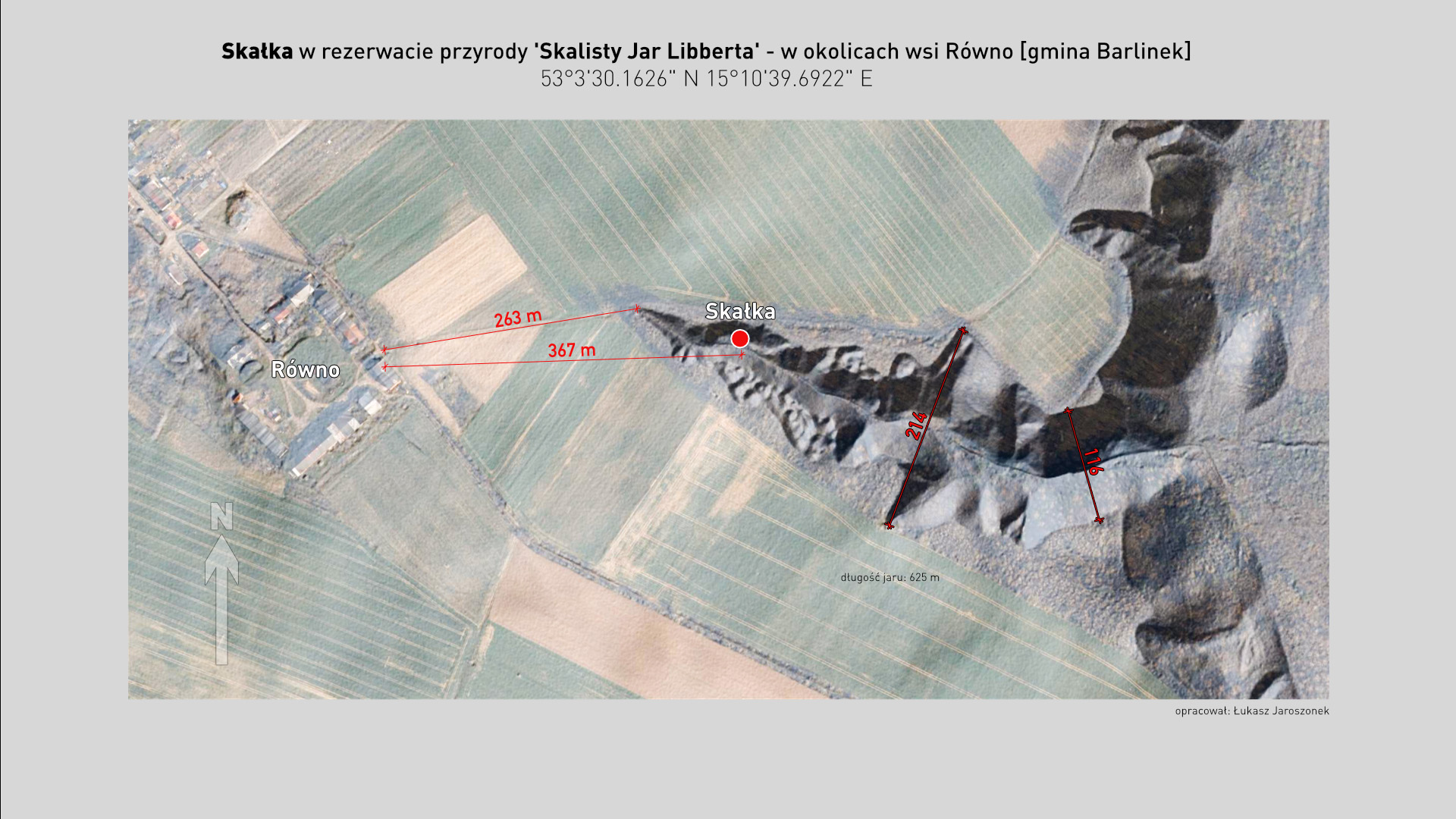
skałka - mapka sytuacyjna